# Antiquarium (Sevilla)
El Antiquarium es un museo arqueológico ubicado en el subsuelo de Metropol Parasol de la plaza de la Encarnación de la ciudad de Sevilla, en la comunidad autónoma de Andalucía.

## Historia y descripción
Fue inaugurado el 27 de marzo de 2011, y se compone del yacimiento arqueológico más importante que de la etapa romana de Sevilla se conserva, que fue hallado tras una primera excavación en la plaza en los años 1990 con el fin de construir un aparcamiento subterráneo y remodelar la plaza, proyecto que fue abortado tras el hallazgo. En el año 2004 el Ayuntamiento de Sevilla premió el proyecto denominado Metropol Parasol, del arquitecto Jürgen Mayer, en el que se integra el museo; para sus instalaciones se contó con un presupuesto de 4,2 millones de euros.
Dentro del conjunto se halla la correspondiente a los siglos I al VI, que pertenece a la etapa romana, en la que destacan los mosaicos de la Casa Romana, la Casa de la Ninfa y la Casa de Baco, así como un mural de tres metros en el Patio del Océano. Cuenta además con la Casa de la Columna, que contiene el mosaico de la medusa, la Casa de las Basas, la Casa del Sigma, la Casa de la Noria y el Hospitium de los Delfines. Una segunda parte corresponde a la época andalusí de la ciudad (siglos XII-XIII), en la que destaca una casa islámica almohade. Además, conserva información de la Edad Media, Edad Moderna y Edad Contemporánea.
El espacio cuenta con una superficie diáfana de 4.879 metros cuadrados y se presenta como un centro de interpretación de la historia de Sevilla. Su proyecto fue realizado por el arquitecto Felipe Palomino González, sobrino del expresidente Felipe González Márquez, y es gestionado por el Patronato del Real Alcázar.

## Galería de imágenes

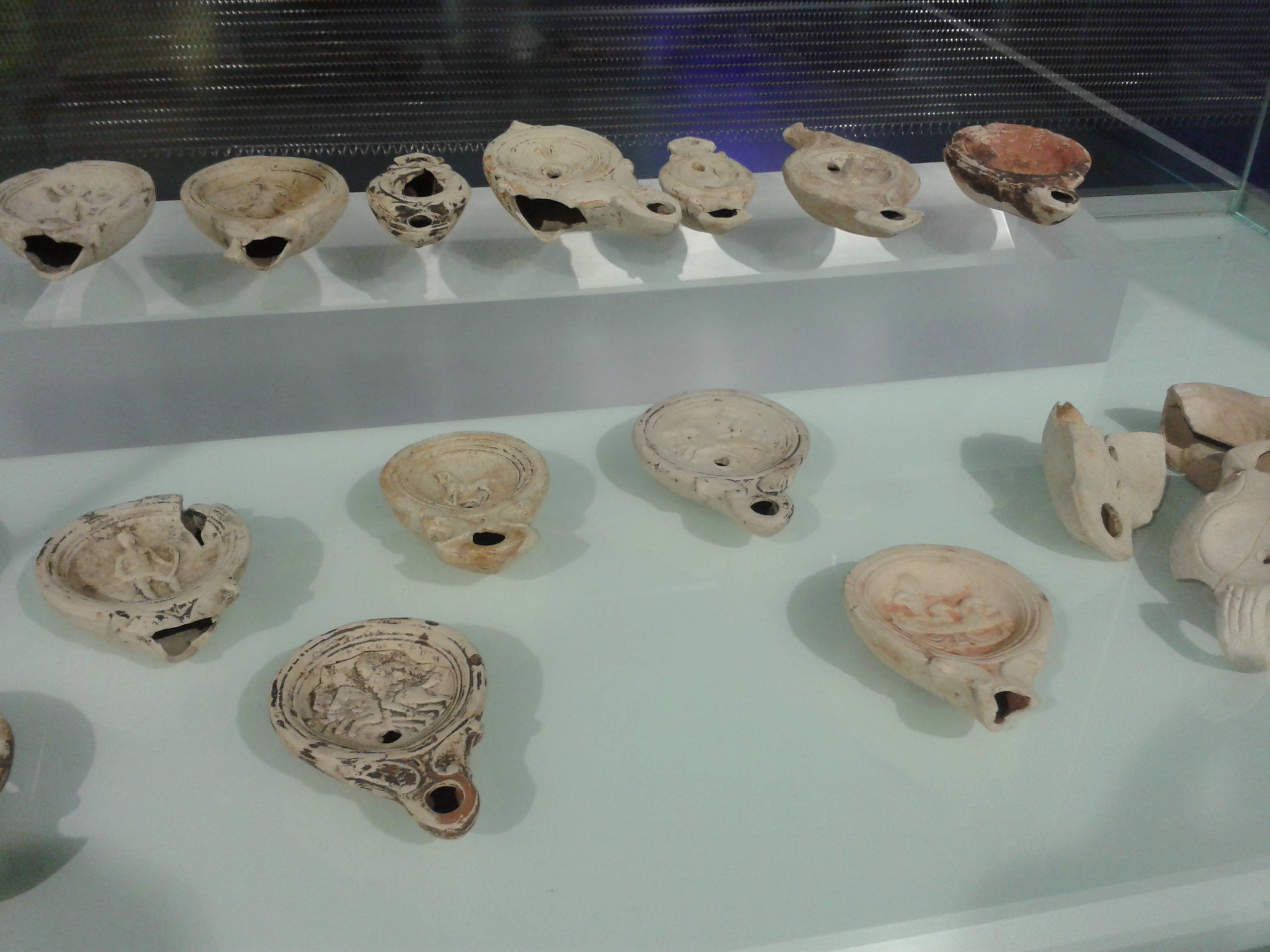
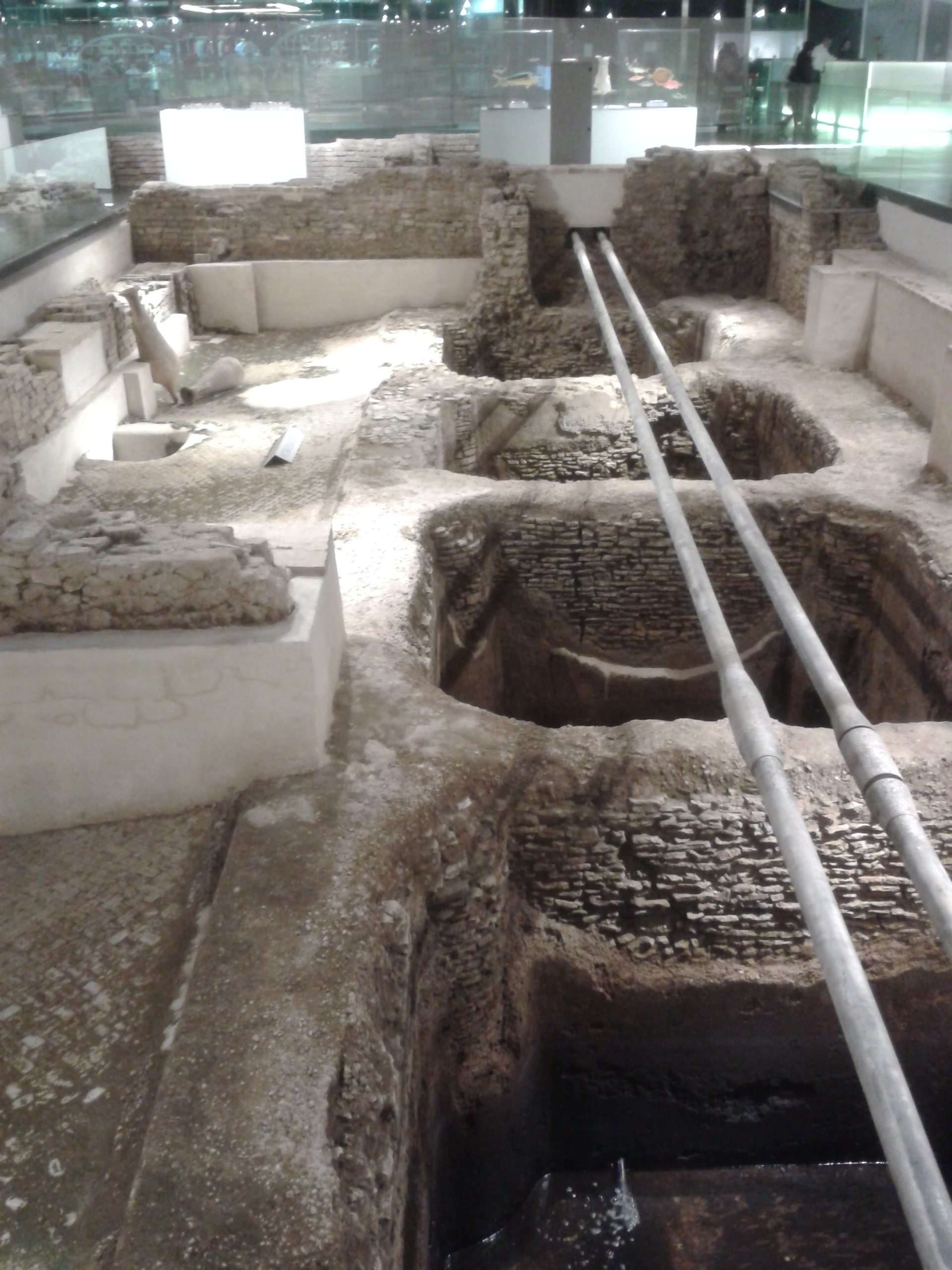
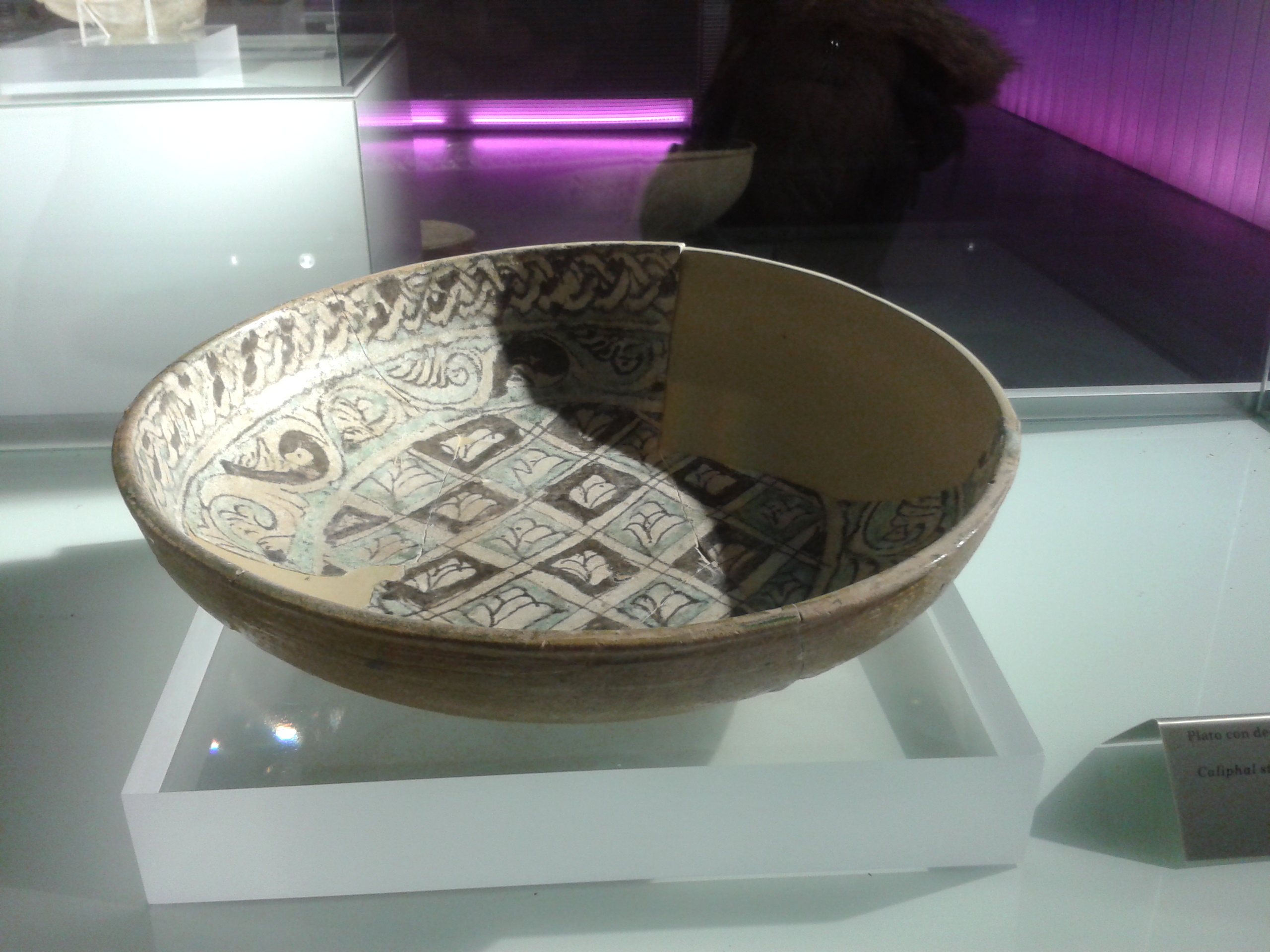
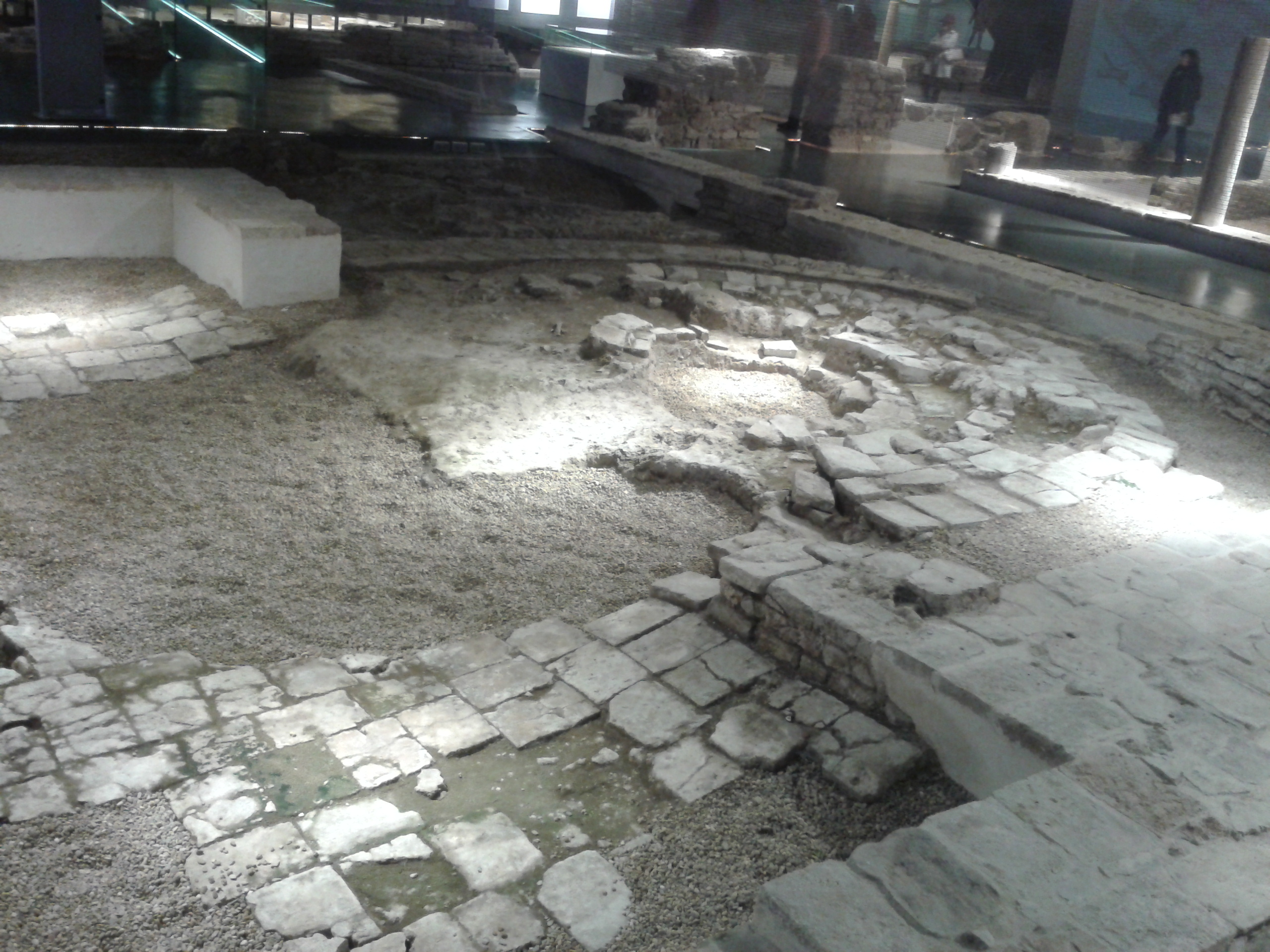
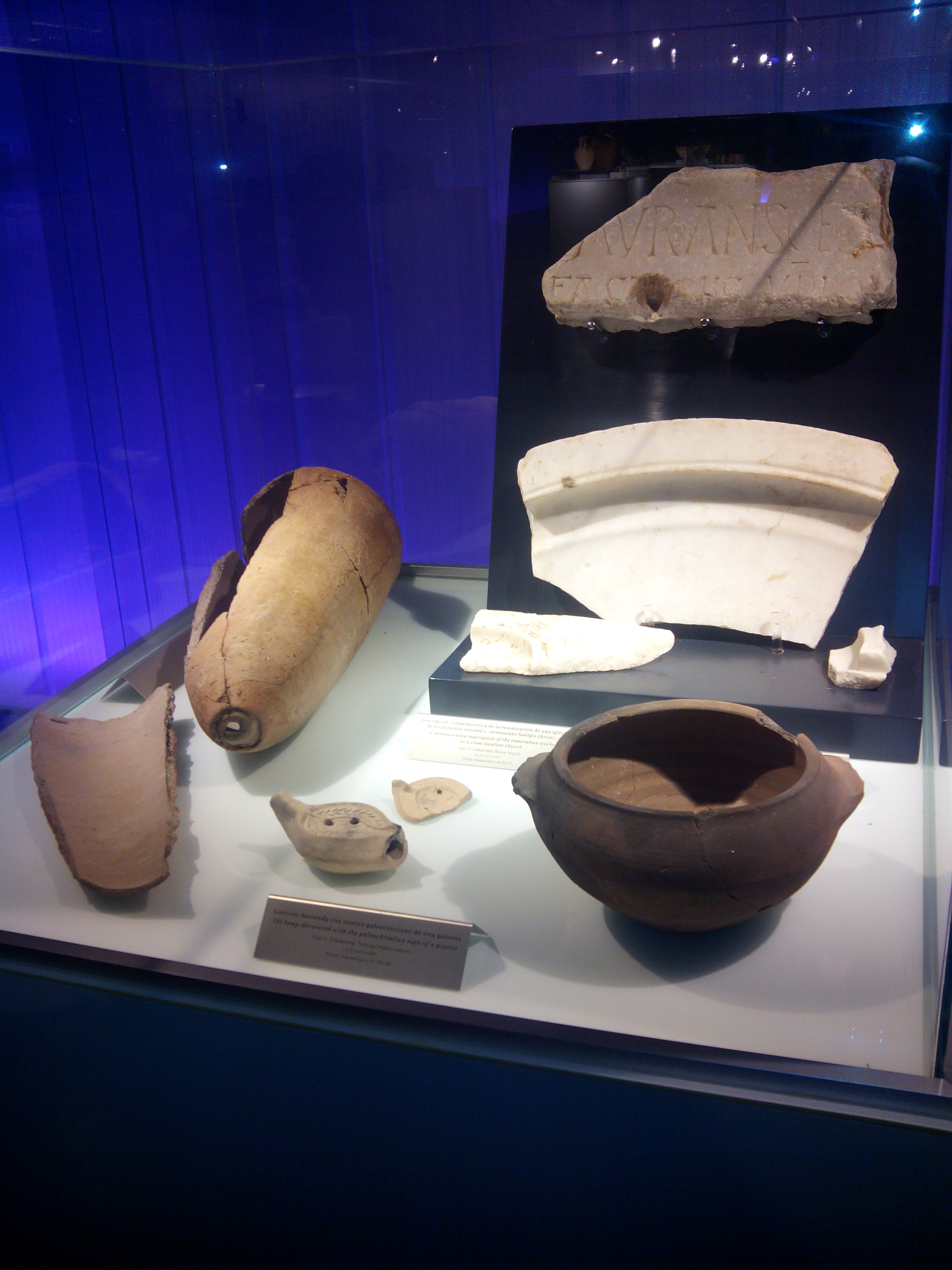
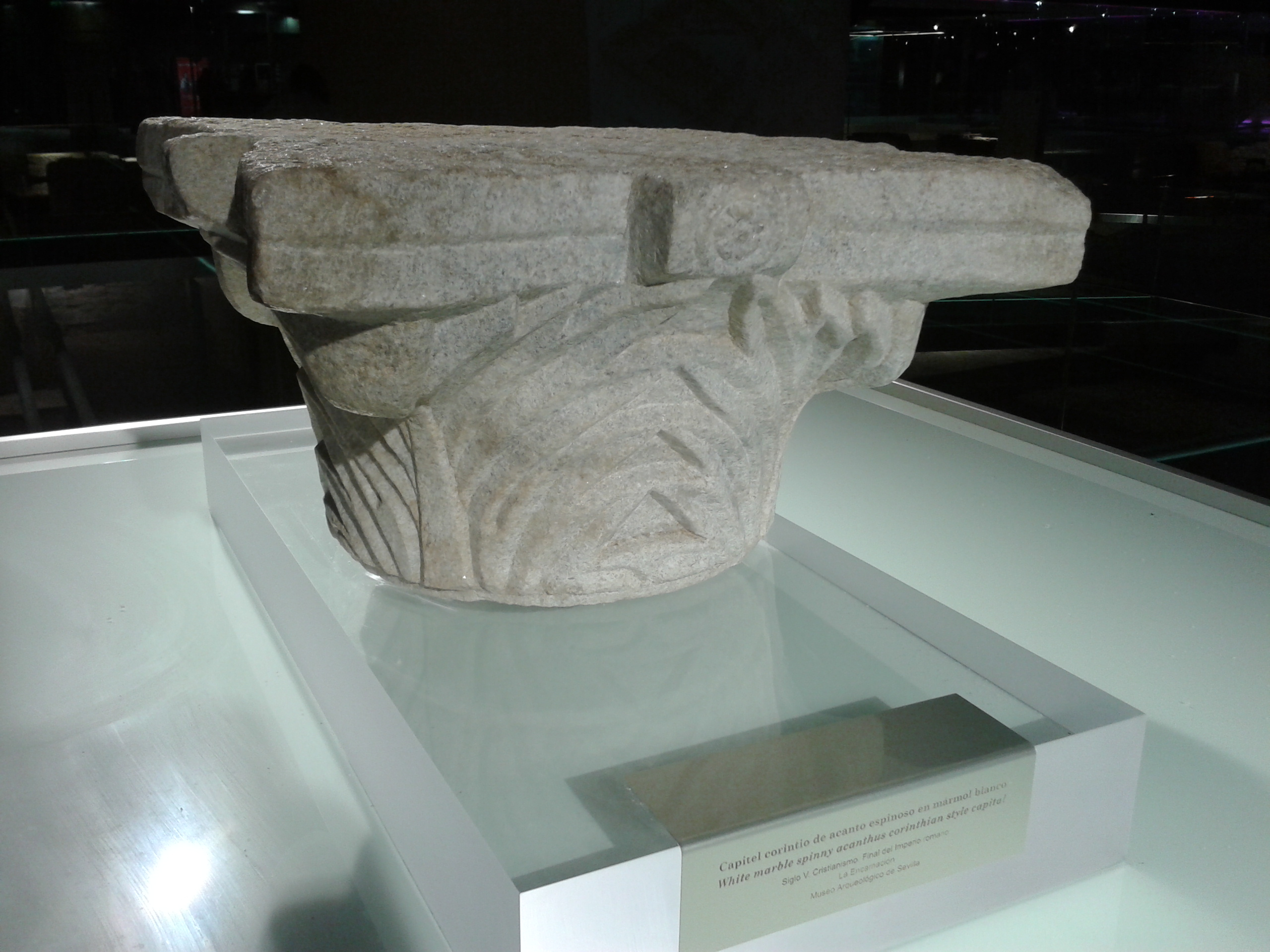